# Xyris platylepis
Xyris platylepis är en gräsväxtart som beskrevs av Alvin Wentworth Chapman. Xyris platylepis ingår i släktet Xyris och familjen Xyridaceae. Inga underarter finns listade i Catalogue of Life.